# New Haven (condado de Gallatin, Illinois)
New Haven Township é um dos dez distritos do condado de Gallatin, Illinois, Estados Unidos. De acordo com o censo de 2010, sua população era de 478 pessoas.

## Geografia
De acordo com o censo de 2010, o município tem uma área total de 45.56 sq mi (118.0 km2), dos quais 43.73 sq mi (113.3 km2) é terra e 1.84 sq mi (4.8 km2) é água.